# Akut likviditetsstöd
Akut likviditetsstöd (engelska: Emergency Liquidity Assistance, ELA) är en form av likviditetsstöd som solventa banker och andra kreditinstitut inom euroområdet kan erhålla vid tillfälliga likviditetsproblem. ELA innebär att en nationell centralbank inom Europeiska centralbankssystemet tillhandahåller likvida medel, till exempel centralbankspengar, i utbyte mot tillgångar som är bundna på längre sikt, såsom långfristiga lån. Eftersom ELA medför ett visst risktagande för centralbankerna måste den illikvida banken betala en högre ränta än för finansiering som inte är akut.
ELA beviljas av de nationella centralbankerna inom euroområdet, men kontrolleras och övervakas av Europeiska centralbanken (ECB), som kan blockera likviditetsstöd om det anses strida mot ECB:s mål och funktioner. Likviditetsstödet är en viktig del av de nationella centralbankernas roll som långivare i sista hand och för att förhindra bankrusning.
I enlighet med fördraget om Europeiska unionens funktionssätt får likviditetsstöd inte beviljas till de nationella regeringarna då detta skulle äventyra upprätthållandet av prisstabilitet.

## Likviditetsstödets funktionssätt
ELA tillhandahålls av de nationella centralbankerna inom euroområdet till illikvida kreditinstitut, förutsatt att de är solventa. Beslut om ELA ligger i grunden hos den enskilda nationella centralbanken, som också får stå för risken och den eventuella kostnaden för en sådan åtgärd.
Normalt lånar kreditinstitut från centralbankerna via deras öppna marknadsoperationer och måste då ställa säkerhet som uppfyller vissa villkor. När kreditinstitut inte kan ställa upp med säkerheter som godkänns av ECB blir de tvungna att begära likviditetsstöd i form av ELA. Detta tillhandahålls av den nationella centralbanken i den medlemsstat där kreditinstitutet är verksamt.
Eftersom en ELA-åtgärd kan påverka hela euroområdet har Europeiska centralbankens råd (ECB-rådet) möjlighet att blockera den om åtgärden anses strida mot ECB:s mål och funktioner. Sådana beslut fattas med två tredjedelars majoritet. För att göra det möjligt för ECB-rådet att göra en bedömning av ELA-åtgärder måste rådet få information från de nationella centralbankerna om sådana åtgärder i god tid. Ett särskilt förfarande finns fastställt för detta sedan införandet av euron den 1 januari 1999 och omfattar nio olika informationsdelar som måste lämnas till ECB-rådet. När en ELA-åtgärd överstiger två miljarder euro beslutar ECB-rådet alltid om en övre gräns för dess storlek.
De exakta villkoren för likviditetsstöd är inte offentliga, men räntan har uppskattats ligga 1,0–1,5 procentenheter över den normala räntesatsen vid kortfristig utlåning till kreditinstitut.

## Likviditetsstöd under eurokrisen
Under finanskrisen 2007–2008 och den därpå följande eurokrisen från 2010 utnyttjades ELA av kreditinstitut i Belgien, Cypern, Grekland och Irland.
Under 2015 beslutade ECB-rådet flera gånger om höjningar av det likviditetsstöd som den grekiska centralbanken kunde ge de grekiska kreditinstituten; från 60 miljarder euro den 5 februari 2015 till cirka 90 miljarder euro den 23 juni 2015. Bakgrunden till höjningarna var dels utflöde av likvida medel från Grekland, dels att grekiska statsobligationer inte längre accepterades som säkerhet av ECB inom ramen för den normala utlåningen till kreditinstituten.